# Kiryat Șmuel, Haifa
Kiryat Șmuel (în ebraică קרית שמואל) este un cartier situat în perimetrul orașului Haifa din nordul Israelului. Cartierul este mărginit de Kiryat Haim în sud și în vest, de Kiryat Yam în vest și de Kiryat Motzkin în est. Acesta este situat la aproximativ un kilometru de coastă, cu o gară la granița cu Kiryat Motzkin. Kiryat Shmuel are o populație de 5.500 de locuitori (2007) formată în cea mai mare parte din evrei ortodocși. Cartierul este numit după Shmuel Hayim Landau, un lider al mișcării Hapoel HaMizrachi.
Kiryat Șmuel a fost construit pe nisipurile golfului Haifa în 1938, de către membrii Hapoel HaMizrachi care doreau să trăiască într-un oraș cu caracter religios evreu-ortodox. Fondatorii au respins oferta de a construi un mic cartier în Kiryat Haim și au ales să înființeze un oraș nou. Inițial, Kiryat Shmuel a fost o entitate municipală independentă, dar în 1952 a fost comasată în Haifa împreună cu Kiryat Haim.